# Rosa Estaràs Ferragut
|  | Aquest article tracta sobre la política mallorquina. Vegeu-ne altres significats a «Rosa Estaràs». |

Rosa Estaràs Ferragut (Valldemossa, 21 d'octubre de 1965) és una política mallorquina del Partit Popular.

## Biografia
És llicenciada en Dret per la Universitat de les Illes Balears. A les eleccions generals espanyoles de 2000 fou elegida diputada per Mallorca. Va ser la candidata a la presidència del Consell Insular de Mallorca pel PP insular per a les eleccions al Parlament de les Illes Balears de 2007. Després de no poder formar govern en quedar-se a un sol escó de la majoria absoluta, i després de la dimissió del líder Jaume Matas i Palou, Rosa Estaràs es posa al capdavant del partit.
El 2008, després dels mals resultats obtinguts en les eleccions generals a escala balear, convoca un congrés que se celebra el 5 de juliol, on definitivament és elegida presidenta del Partit Popular a les Illes Balears en obtenir el 66% dels vots dels compromissaris enfront del 34% assolits pel seu únic rival del congrés, Carlos Delgado.
Dia 11 de setembre de 2009 anuncià la dimissió com a presidenta del Partit Popular de Balears. Va invocar «problemes de salut», ja que, segons va revelar, des de feia un any, li havien fet proves que detectaren que patia taquicàrdies. El nou president passà a ser José Ramón Bauzà, vicepresident del partit fins aleshores, i batle de Marratxí.

## Trajectòria política
- 1991 - 1993: Directora general de Relacions Institucionals del Govern Balear.
- 1991 - 1999: Tinent de batle d'Urbanisme i Cultura a l'Ajuntament de Valldemossa.
- Consellera adjunta a la Presidència del Govern l'abril de 1993 i, dos mesos després, vicepresidenta i portaveu del Govern Balear, càrrecs que exerceix fins al 1995, any en què és elegida diputada a les eleccions autonòmiques.
- 1995-2000: Diputada del Parlament de les Illes Balears i consellera del Consell de Mallorca.
- 1996-1999: Consellera de Presidència i portaveu del Govern Balear sota la presidència de Jaume Matas.
- 2000-2003: Diputada al Congrés dels Diputats i portaveu adjunta del Grup Popular.
- 2003-2007: Vicepresidenta i consellera de Relacions Institucionals del Govern Balear sota la presidència de Jaume Matas.
- 2008-2009: Presidenta del PP de Balears
- 2007: Cap de l'oposició al Parlament de les Illes Balears.
- 2009-actualitat: Diputada al Parlament Europeu.